# António Salema
Antônio Salema (Alcácer do Sal, Alentejo — Lisboa, 13 de março de 1586) foi um desembargador português. Foi nomeado governador de São Tomé e depois do Rio de Janeiro.

## Biografia
Salema teve por pais a Diogo Salema e sua prima Caterina Salema. Foi licenciado em leis, e um dos primeiros colegiais do Colégio Real de São Paulo, em Coimbra, admitido a 2 de maio de 1563. Depois de ler uma catedrilha de instituta, subiu à Cadeira do Código no ano de 1567, onde ditou a Postila ao Tit. Cod. de Fide instrumentorum, e outra ao Tit. Plus valere quod agitur, quam quod simulate concipitur.
Depois de ser Desembargador da Casa da Suplicação, de que tomou posse por seu procurador, o Desembargador Diogo Lameira em 16 de março de 1570, foi mandado com uma alçada a Pernambuco por ordem do Rei D. Sebastião de Portugal, e depois de concluída esta incumbência, foi nomeado governador de São Tomé e depois governador do Rio de Janeiro. Durante o seu governo do Rio de Janeiro (1575-1578), Salema espalhou, ao redor da lagoa Rodrigo de Freitas, roupas infectadas com o vírus da varíola de modo a disseminar a doença entre os tamoios que habitavam a região ao redor da lagoa e, com isso, deixar a área livre para a implantação de fazendas de cana-de-açúcar. Em 1578, organizou uma expedição contra os franceses, que haviam estabelecido a Feitoria Maison de Pierre em Cabo Frio para exploração de pau-brasil. Da expedição, participou Antônio de Mariz, um dos fundadores da cidade do Rio de Janeiro.
Voltando ao Reino de Portugal, foi nomeado Desembargador dos Agravos em 19 de fevereiro de 1583. Faleceu em Lisboa e está sepultado no Convento de São Francisco da Cidade.

### Casamento
Casou com D. Luísa de Siqueira, filha de Afonso Bicudo e de Isabel de Siqueira, a qual, enviuvando, casou com Francisco de Almeida de Vasconcelos, Secretário de Estado de Portugal em Madrid.

### Obra
Escreveu o Tratado da conquista que fez do Cabo Frio contra os franceses e o gentio tamoio que nele estavam fortificados.

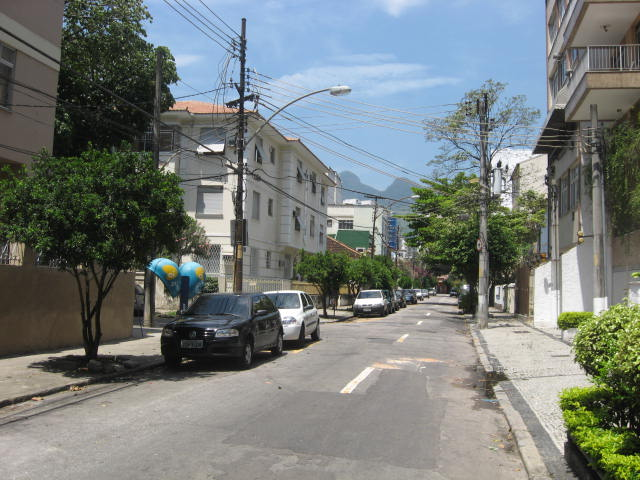
O nome da rua Antônio Salema, em Vila Isabel, no Rio de Janeiro, é uma homenagem ao ex-governador